# Herrschaft Achstetten
Die Herrschaft Achstetten mit Sitz in Achstetten wurde erstmals 1194 genannt. Seit Mitte des 14. Jahrhunderts war ein Zweig der Herren von Freyberg im Besitz der Herrschaft, die 1447 ein Drittel der Herrschaft an die Reichsabtei Gutenzell verkauften. Im Jahr 1639 kamen die restlichen zwei Drittel beim Aussterben der Freyberger an die Grafen von Oettingen-Spielberg zu Schwendi. 1806 kam die  Herrschaft Achstetten an das Königreich Württemberg und wurde 1810 dem Oberamt Wiblingen zugeteilt.